# Scheloribates acutirostris
Scheloribates acutirostris är en kvalsterart som beskrevs av Calugar och Vasiliu 1983. Scheloribates acutirostris ingår i släktet Scheloribates och familjen Scheloribatidae. Inga underarter finns listade i Catalogue of Life.